# 布羅米奇島
布羅米奇島是俄羅斯的島嶼，屬於法蘭士約瑟夫地群島的一部分，位於南森島以東的北冰洋，由阿爾漢格爾斯克州負責管轄，長10公里，最高點海拔高度392米。